# Марла календарь
Марла календарь (рус. Марийский календарь) — первое марийское периодическое издание, журнал-ежегодник на марийском языке.

## История
Издавался в 1907—1913. Тираж первого номера — 2400 экземпляров. Основатели и издатели — В. М. Васильев и П. П. Глезденёв (в 1910—1912 издавала Переводческая комиссия Казанского учебного округа, редактор А. И. Емельянов). Возобновлялся в 1918—1920 и в 1923 как «Мари календарь», в 1928—1932 как «Календарь» и с 1992 вновь как «Марла календарь».

## Содержание
Первый номер, подготовленный в революционной обстановке, содержал общественно-политическую публицистику с умеренной критикой царского самодержавия. Цензура заставила замазать наиболее «острые» места, в общей сложности 63 строки. Под угрозой закрытия издатели со 2-го номера придали ежегоднику культурно-просветительский характер, пропагандировали естественно-научные, медико-санитарные знания, публиковали советы по разумному ведению хозяйства, полеводству, пчеловодству и т. д. Большое место заняла пропаганда устного народного творчества: за 7 лет опубликовано более 1200 произведений марийского фольклора. «Марла календарь» положил начало марийской художественной литературе. Только поэтических произведений на его страницах опубликовано более 20: стихи С. Г. Чавайна, басни и стихи В. М. Васильева (Упымарий), поэма Г. Г. Эвайна (Кармазина), баллады Ф. А. Букетова (Сайгелде), Ф. Е. Егорова и др. Большую роль «Марла календарь» сыграл в становлении лугово-восточного марийского литературного языка. Он способствовал пробуждению национального самосознания народа, зарождению национальной интеллигенции.